# شاهزاده مصطفى
شاهزاده مصطفى (1515 – 6 أكتوبر 1553) (بالتركية العثمانية: شهزاده مصطفى) ابن السلطان سليمان القانوني البكر من زوجته الأولى مهدفران سلطان وولي عهده الأول. قتله أبوه بعد أن أوغرت خُرَّم سلطان زوجة أبيه والصدر الأعظم رستم باشا صدر السلطان سليمان القانوني عليه، وأقنعاه بأنه يقود تمردًا على حكمه، لتمهيد الطريق نحو العرش لسليم ابن خُرَّم سلطان.

## حياته
كان الأمير مصطفى ولي عهد والده عندما كان حياً وكان له ثلاثة أخوة أمراء منافسين هم الأمير بايزيد والأمير جيهانكير و الأمير سليم. وكان الصدر الأعظم وزوجة السلطان خرم سلطان يميلون لتولية الأمير بايزيد الحكم -وحسب بعض المؤرخين السلطان نفسه-. أما الحرم السلطاني وسكان قصر الحكم كانوا يميلون لجيهانكير لأنه كان مقيماً فيه ولا يتقلد أي وظيفة في أي ولاية من ولايات الدولة. ولم يكن أحد يفكر في الأمير سليم لأنه كان يعيش حياة لهو في ولايته التي يحكمها. وبالنسبة للأمير مصطفى فقد كان السلطان والجيش والعلماء يفضلونه.

## أسرته

### زوجاته
- فاطمة هاندان خاتون Fatma Handan Hatun
- بيجوم نورجيهان خاتون Begüm Nurcihan Hatun
- السلطانة روميساء

### أبناؤه
- شاهزاده سليمان شلبي (ابن شاهزاده مصطفى) - دفن في أماسيا
- شاهزاده أحمد (ابن شاهزاده مصطفى) - دفن في قونية
- الأمير أورهان (ابن شاهزاده مصطفى) -
- شاهزاده محمد (ابن شاهزاده مصطفى) - دفن في بورصة

### بناته
- نرجس شاه (ابنة شاهزاده مصطفى) -
- السلطانة عائشة (ابنة شاهزاده مصطفى) -
- ميهريشاه سلطان (ابنة شاهزاده مصطفى) -
- هاندان سلطان (ابنة شاهزاده مصطفى) -
- فاطمة سلطان (ابنة شاهزاده مصطفى) - تزوجت من مكفول أحمد باشا والي إيالة الروملي - دفنت في إسطنبول
- راضية سلطان (ابنة شاهزاده مصطفى) - دفنت في إسطنبول

## اتهامه بالتواصل مع الصفويين
كان مصطفى الابن الوحيد لوالدته السلطانة مهدفران. وبقية أخوته من زوجة أبيه السلطانة خرم. وكان هذا سبباً كافياً لإشعال الفتنة، بدأت السلطانة خرم زوجة والده والصدر الأعظم رستم باشا زوج أخته الذي قام بإشعال نار الفتنة، وكانت غايته هي تولية الأمير بايزيد لذا كان يجب عليهم لتحقيق غايتهم تصفية مصطفى، فقام مع زوجته ومع خرم والدة بايزيد بتدبير خطة لغايتهم، واستعانوا بموضوع سياسي خطير بالنسبة للدولة وهو تشيّع الأناضول. في ذلك الوقت كان السلطان سليمان قد جهز جيشاً بقيادته للتوجه نحو إيران، وكانت قد انتشرت شائعات وأقاويل بحق السلطان سليمان أنه تقدم في العمر ونهك جسده ولا يستطيع الخروج إلى أي غزوة، وأن الأمير مصطفى كان يتهيأ للجلوس على العرش ولكن رستم باشا حال دون ذلك، والحقيقة أن الأمير مصطفى قد تجاوز الأربعين وهو في مقدمة الأمراء من ناحية العلم والبطولة كما أن الجيش والشعب يحبانه، وقام بعض الحمقى عن حسن نية وبعضهم عن سوء نية بإيصال هذه الأقاويل إليه وحاولوا دفعه إلى العصيان. على إثر هذه الشائعات نقلت شبكات الفساد هذه الأخبار إلى السلطان سليمان مفادها أن الأمير يتواصل سراً مع شاه إيران وأنه اتفق معه أن يتزوج بنته وينقلب على والده السلطان وأقنعوه بهذا وعندما سمع السلطان سليمان بهذا الموضوع لأول مرة نهرهم وأجابهم وقال: 
| شاهزاده مصطفى | حاشا ! إن ابني مصطفى لا يتجرأ على هذه الوقاحة، إن بعض المفسدين لكي يحققوا مآربهم لا يريدون أن تبقى السلطنة والملك له. | شاهزاده مصطفى |

## تنفيذ الإعدام

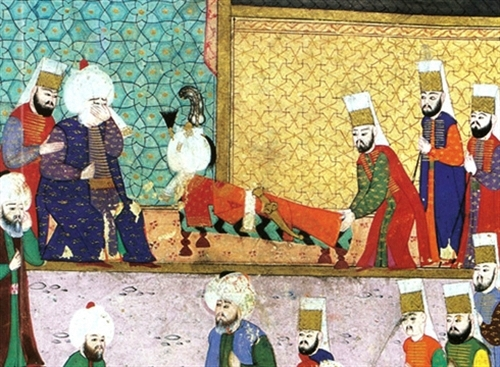
منمنمة عثمانية تصور جنازة الأمير مصطفى

كانت الرسائل المزورة والدسائس الأخرى التي رتبت حول هذا الأمر أقنعته في النهاية بخيانة ابنه، وعندما تهيّأ السلطان للحرب الثالثة مع الدولة الصفوية أراد مصطفى الأمير الاشتراك مع والده في هذه الحرب وجمع ما يقارب ثلاثين ألف جندي من أطراف قونية اعتقد السلطان سليمان أن ابنه جمع هذا الجيش ضده وللانقلاب عليه و لأن السلطان سليمان لم يطلب أي إمدادات من أماسيا. استحصلت فتوى من شيخ الإسلام أبو السعود أفندي مفادها أن الأمير أعلن العصيان ضد الدولة، ولم تصدر هذه الفتوى مطابقة للأصول.
وأثناء استقرار جيش سليمان في إيريجلي لفترة من الوقت، عرض رستم باشا على مصطفى الانضمام إلى جيش والده. وفي الوقت نفسه قام رستم باشا بتحذير السلطان سليمان بأن مصطفى كان قادما لقتله. قبل مصطفى دعوة رستم باشا وجمع جيشه للانضمام إلى والده. رأى سليمان هذا بمثابة تهديد.
ولقد كانت الرسائل المزورة والدسائس الأخرى التي رتّبت حول هذا الأمر أقنعت السلطان سليمان القانوني في النهاية بخيانة ابنه، وأمر بإعدامه.
في 960 هـ/1553م نُفِّذ الأعدام عندما حضر الأمير مصطفى للقاء والده في خيمته أثناء الحملة ثم قبض عليه وخنق، حيث أُعدم بخيط من حرير من قبل أشخاص صم بكم وفقا للتقليد العثماني في إعدام الشخصيات الهامة. و دُفِن في بورصة.

## ما بعد الإعدام
يقول أحمد آق كوندوز بخصوص هذه المسألة
| شاهزاده مصطفى | كان قتله بتهمة عصيانه للدولة، ولكن الأدلة كانت خاطئة، وكان الشهود شهود زور. ومع أن إعدام الأمير مصطفى أُدخل ضمن إطار قانوني وأقنع الناس بأدلة زائفة، إلا أنه أحدث بلبلة كثيرة داخل البلد، وحزن الأمير جيهانكير كثيرًا لمقتل أخيه ومات في العام نفسه كمدًا وحزنًا، وضايق الجيش كثيرًا وطالب بإلحاح عزل الصدر الأعظم رستم باشا، فقام السلطان بعزله مضطرًا؛ لأن قسمًا كبيراً من الجيش بدأ يميل إلى الطرف الآخر، وأصبح الأمير مصطفى أسطورة لدى الشعب وبدأت كثير من المراثي تكتب من أجله، بل ظهر من ادعى أنه الأمير مصطفى وجمع حوله الآلاف من الناس. | شاهزاده مصطفى |

## معرض

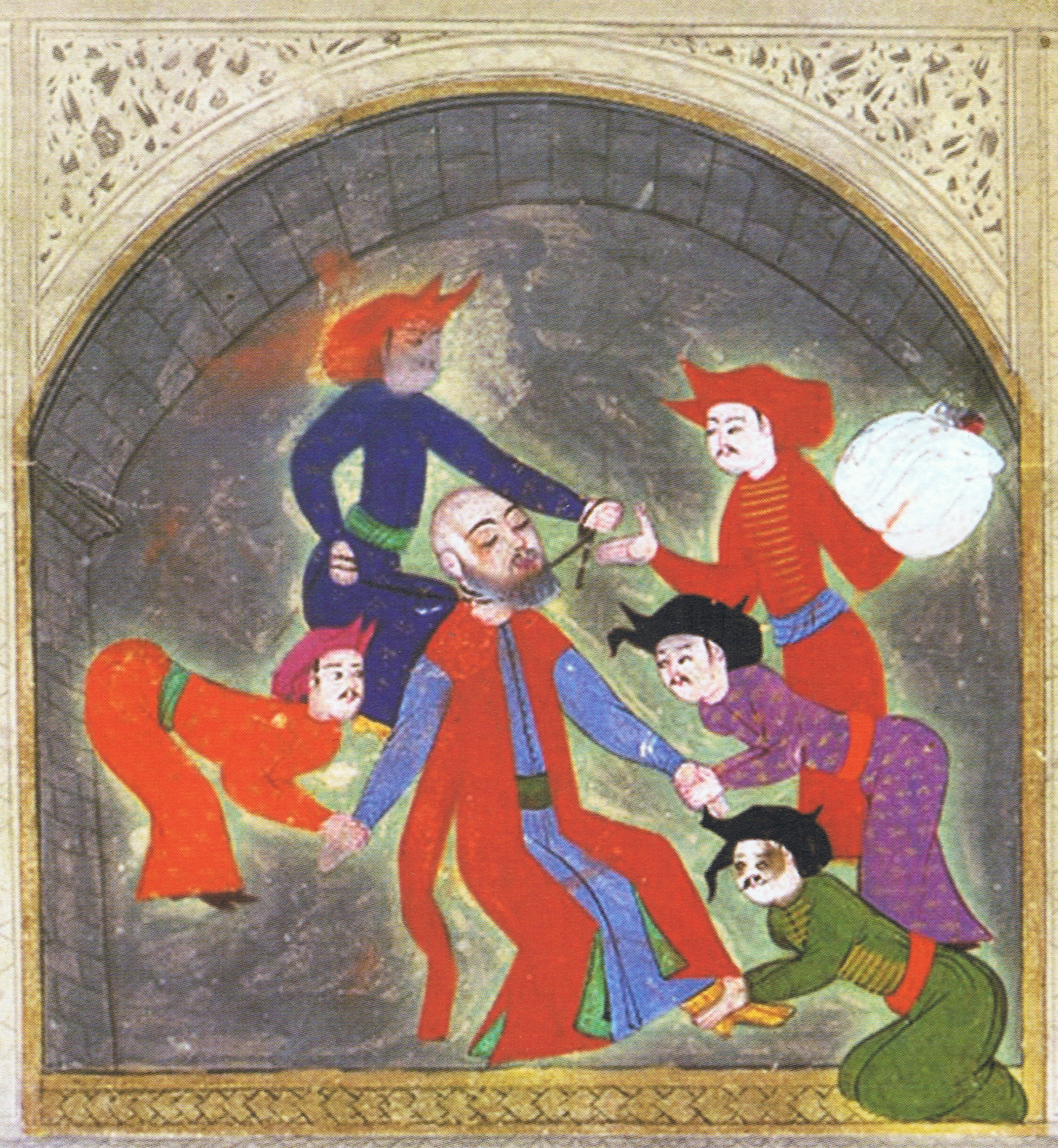
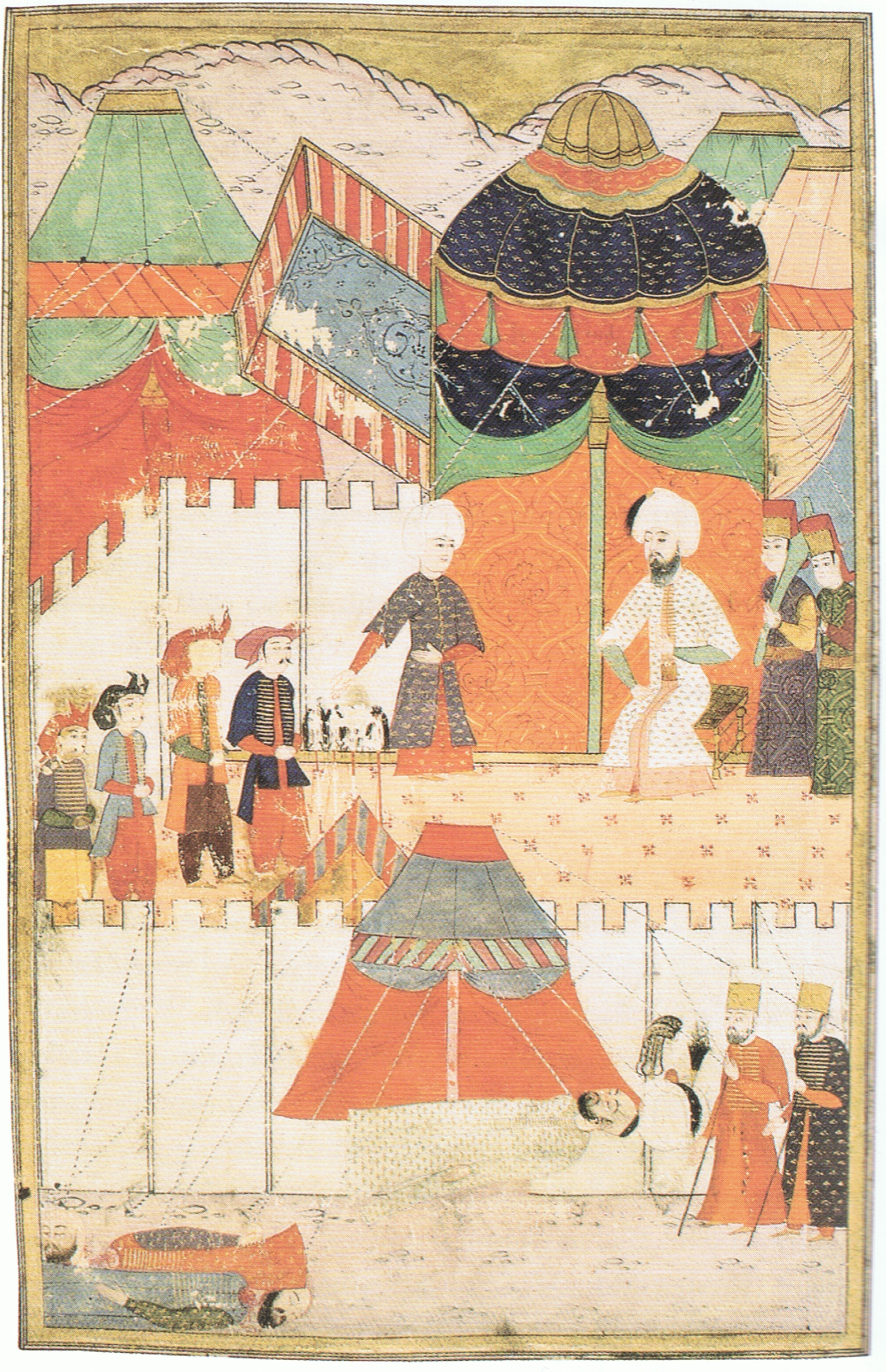
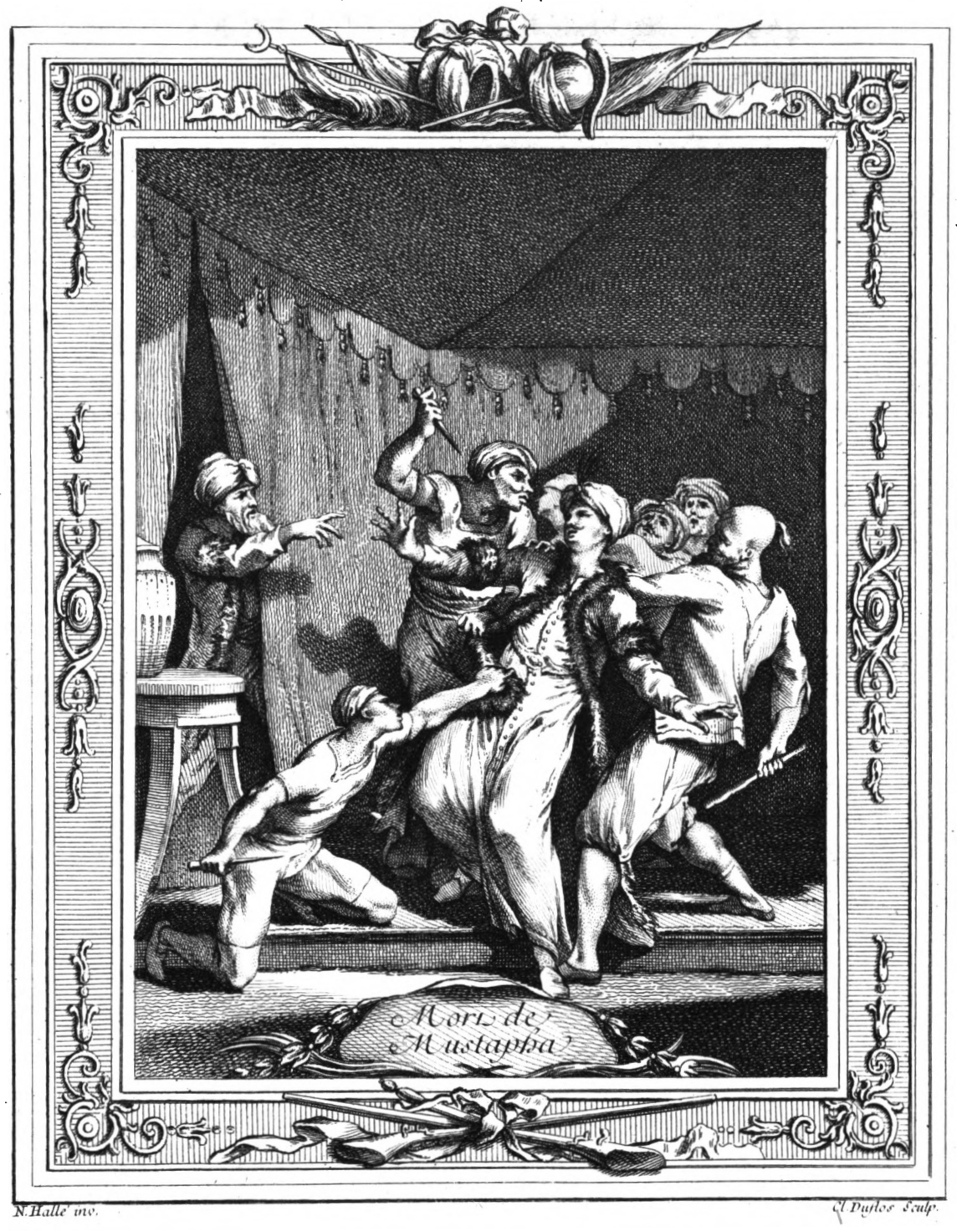